# Václav Němeček
Václav Němeček (ur. 25 stycznia 1967 w Hradcu Králové) – czeski piłkarz występujący na pozycji pomocnika.

## Kariera klubowa
Pierwszym profesjonalnym klubem piłkarza była Sparta Praga. W Pradze grał 7 lat występując w 174 meczach i zdobywając 26 goli. Wraz z klubem zdobył wiele trofeów: w sezonie 1995/96 wicemistrzostwo Czechosłowacji oraz puchar Czech, w 86/87 mistrzostwo Czechosłowacji oraz puchar Czech, w 87/88 mistrzostwo Czechosłowacji, puchar Czechosłowacji i puchar Czech. W sezonie 88/89 mistrzostwo Czechosłowacji oraz puchar Czechosłowacji i Czech, w 1989/1990 mistrzostwo Czechosłowacji a następnym sezonie kolejne mistrzostwo ligi. W ostatnim roku w zespole zdobył wicemistrzostwo kraju, puchar Czechosłowacji i Czech oraz jego drużynie udało się awansować do półfinału Ligi Mistrzów. Następnym klubem gracza był francuski, pierwszoligowy klub Toulouse FC. W Tuluzie rozegrał 3 sezony zdobywając 10 bramek w równo 100 pojedynkach ligowych. Później piłkarz przeniósł się do Szwajcarii, gdzie występował w barwach Servette FC prowadzonego przez Bernarda Challandesa. W 2 sezonach w Genewie rozegrał 60 meczów zdobywając 3 bramki. Po rocznej przerwie piłkarz powrócił do swojego pierwszego klubu z Pragi. W Czechach rozegrał niepełny sezon 97/98, ponieważ przeniósł się do chińskiego Dalian Wanda. W tym zespole po rocznej grze zakończył swoją karierę piłkarską.

## Kariera reprezentacyjna
Grę w reprezentacji Czechosłowacji zaczął w 1988 roku. Wraz z nią wystąpił na Mistrzostwach Świata w 1990, podczas których zagrał w 3 meczach. W sumie w barwach reprezentacji rozegrał 40 spotkań strzelając 5 bramek. Po rozpadzie Czechosłowacji rozpoczął grę w reprezentacji Czech. Podczas Mistrzostw Europy w 1996 w Anglii wystąpił w meczu półfinałowym przeciwko Francji (wygrany w karnych 6-5). Wraz z drużyną zdobył 2. miejsce przegrywając w finale z Niemcami 1-2. W tym samym roku zakończył swoją karierę piłkarską.